# Tribunal Constitucional d'Àustria

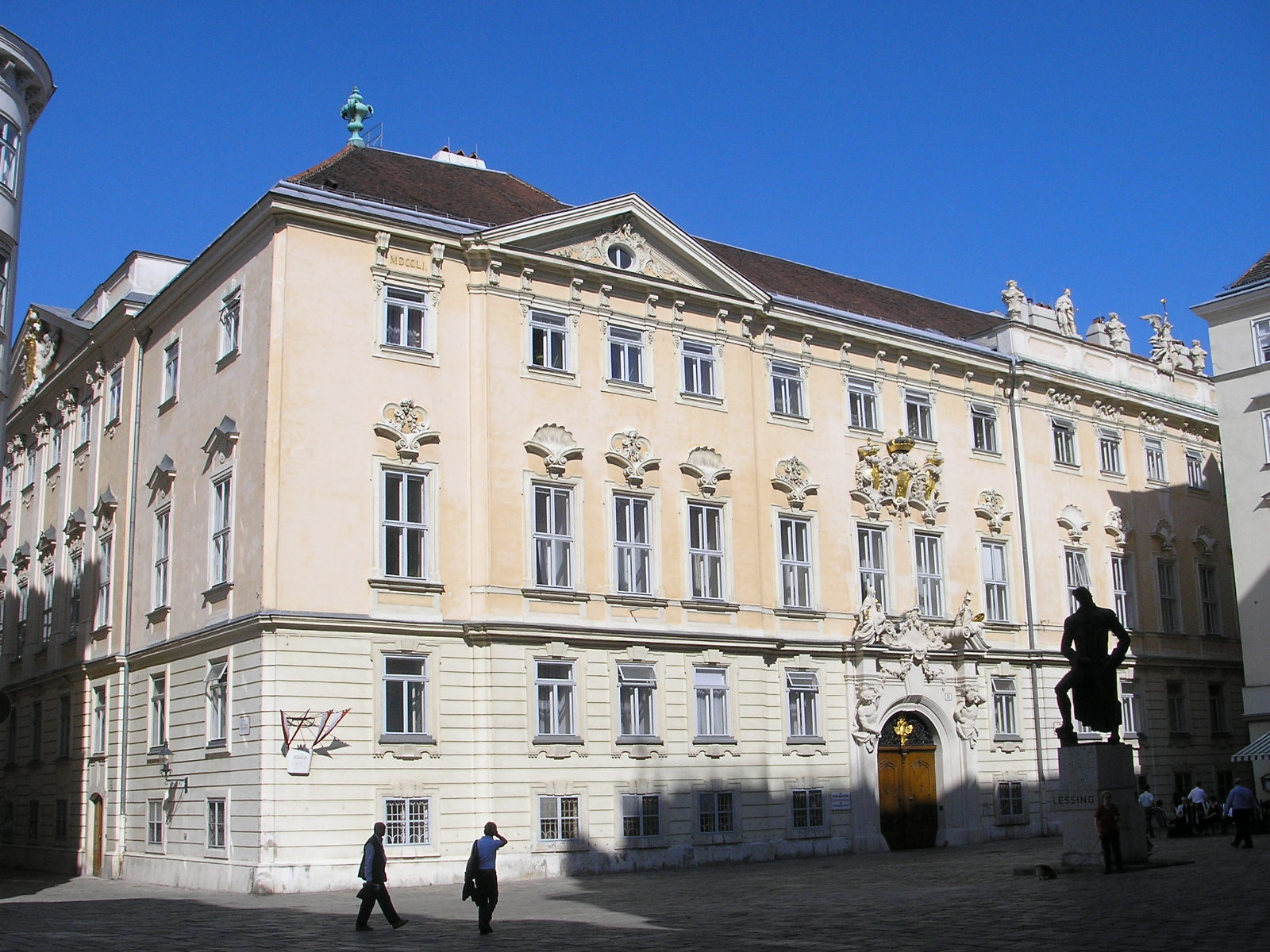
Tribunal Constitucional d'Àustria, Judenplatz 11.

El Tribunal Constitucional d'Àustria o La Cort Federal (Verfassungsgerichtshof Österreich, en alemany, abreujat VfGH)2019 és l'òrgan previst en la Constitució austríaca de 1920 encarregat d'avaluar la constitucionalitat de la legislació, garantir els drets constitucionals dels ciutadans i vetllar per l'ordre federal d'Àustria.2019 És un òrgan jurisdiccional al marge del poder judicial que pertany a Àustria com a conjunt d'estats membres i l'estat federal.

## Organització
L'òrgan de presa de decisions del Tribunal Constitucional és el Plenari (Plenum), que està format per 14 jutges nomenats pel President, una part dels quals són triats pel Govern federal (president, vicepresident i sis membres més) i l'altra és triada pel Parlament federal, de forma paritària entre cadascuna de les Càmeres (tres membres cada Càmera). Hi ha a més sis suplents que poden substituir als jutges titulars en cas de malaltia o incompatibilitat (conflicte d'interessos) amb un determinat cas a tractar. Els casos de menor envergadura jurídica poden ser abordats en un comitè reduït del Plenari (kleine Beseztung).
El Tribunal explica també amb una Oficina de Documentació (Evidenzbüro) i una Oficina Administrativa (Geschäftsstelle) que faciliten les tasques burocràtiques de l'òrgan.
La seu del Tribunal Constitucional es troba a Viena.

## Regulació
El Tribunal Constitucional és un òrgan constitucional, les funcions del qual i organització bàsica es troben definides en el capítol VI de la Constitució Federal (Bundes-Verfassunsgesetz, B-VG, arts. 137-148) de 1920. La Llei federal del Tribunal Constitucional (VfGG) de 1953 completa i desenvolupa les previsions constitucionals respecte a l'organització i funcionament del Tribunal.

## Funcions i funcionament
El Tribunal Constitucional presenta una doble naturalesa, de la qual es deriven les següents atribucions:
- D'una banda, com a vigilant de les institucions, el Tribunal vés-la perquè el funcionament dels òrgans federals i estatals s'adequa a les lleis, fent efectiva la responsabilitat jurídica d'aquests òrgans en cas d'incompliment (artº. 142 de la Constitució). En particular, exerceix com a última instància en matèria electoral (artº. 141 de la Constitució) i última instància de recursos contra normes administratives. També arbitra en els conflictes de competències entre els nivells d'administració federal i estatal, així com en els conflictes jurisdiccionals diferents Tribunals (Kompetenzkonflikt).

- D'altra banda, com a garant constitucional, garanteix el respecte als drets constitucionals per part dels poders públics i assegura l'adequació a la Constitució de les lleis i decrets aprovats a nivell federal i estatal, així com dels tractats internacionals aprovats pel Consell Nacional (Nationalrat en alemany, Cambra baixa o de diputats). El Tribunal actua en aquestes ocasions com a legislador negatiu.

### Apel·lació
El Tribunal Constitucional no pot actuar d'ofici, sinó per apel·lació d'alguna de les parts previstes en la legislació. Després de la reforma constitucional de 1975, poden apel·lar al Tribunal Constitucional en contra d'una norma:
- El Tribunal Administratiu (Verwaltungsgerichtshof).
- El Tribunal Suprem Federal (Oberster Gerichtshof).
- El Govern federal i els governs estatals.
- Un terç dels diputats del Nationalrat (Cambra baixa o de diputats) o del Bundesrat (Consell Federal, cambra alta o "senat").
- Qualsevol ciutadà que demostri que una determinada norma afecta els seus drets constitucionals, després d'haver recorregut a les instàncies inferiors.